# Avions de combat de cinquena generació

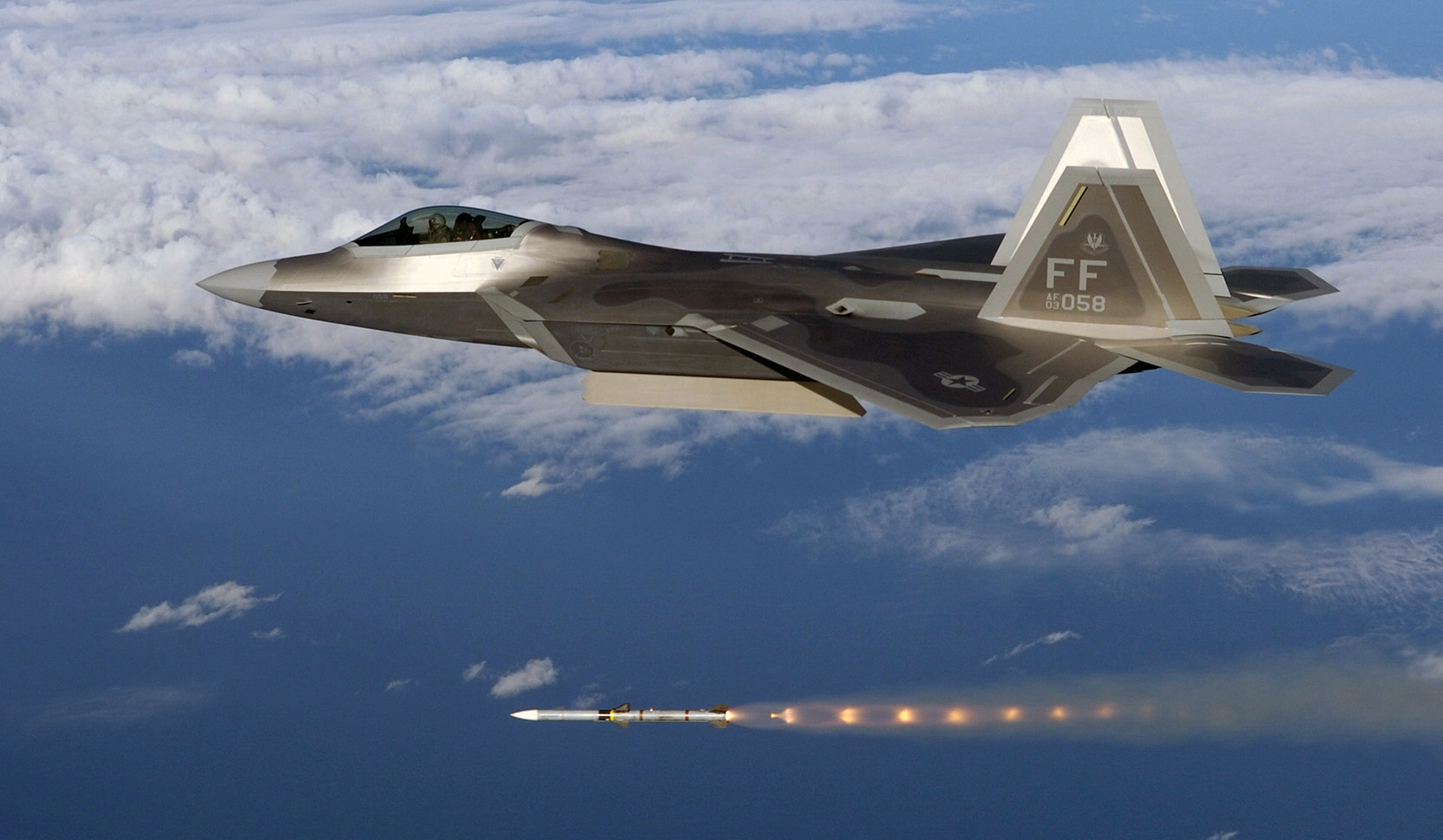
Un F-22 Raptor, exemple d'avió de combat de cinquena generació

Els avions de combat de cinquena generació són els avions fabricats des de la dècada de 1990 per abatre altres avions, amb un avantatge o combinació de característiques que els fa superiors a models com el F-16 C/D o el Dassault Mirage F1. El terme és un concepte discutit de l'aeronàutica militar, perquè no hi ha consens entre els experts sobre l'avantatge o avantatges que haurien de reunir. Tampoc hi ha acord pel que fa a mateix concepte de generació, ja que no és clar si l'armament evoluciona per salts generacionals o segueix un progrés constant solucionant les errades trobades.
Segons el criteri que es determini com diferenciador apareixen diverses classificacions diferents, amb més o menys generacions i amb més o menys models. Cap d'aquestes classificacions està exempta de problemes. Així, els diferents conflictes bèl·lics han indicat diferents llacunes i possibles camins de seguir. Però la cinquena generació no és fruit de les experiències obtingudes en una contesa determinada. Per això s'apunten entre cinc i nou característiques que la definirien, excepte autors que només utilitzen una com la data de producció o la baixa detectabilitat. De tots els possibles integrants només un caça, el F-22 Raptor compleix amb totes les característiques. Els altres no tenen una o més.
El concepte en si no està exempt de crítiques a causa de la popularització tan ràpida del terme i els abusos de la seva ocupació coincidint amb els problemes i retards acumulats pel Lockheed Martin F-35 Lightning II. S'ha indicat que moltes vegades el terme contribueix a justificar les grans sumes de diners gastades en un avió, el F-35, que no ha demostrat les seves capacitats i compta amb rivals en servei tan bons o millors. Autors com de Briganti critiquen el mateix concepte, qualificant-lo de mite i afirmant que només es circumscriu als models desenvolupats per l'empresa Lockheed-Martin.
Durant un temps es va pensar que seria l'última, ja que cap nació o empresa estava treballant en un nou model quan aquestes aeronaus van entrar en servei i ja es preveia que els aparells no tripulats ocuparien el seu lloc en el futur, gràcies a la seva baixa detectabilitat, sota preu, ser sacrificables i haver demostrat els últims conflictes de segle XX la inutilitat de caces molt avançats per no tenir enemics contra els quals lluitar. No obstant això, a finals de la dècada de 2010 els Estats Units i diverses nacions europees van començar els treballs per a una sisena generació opcionalment pilotable.

## Propòsit
En principi una caça de cinquena generació seria un aparell dissenyat per localitzar i abatre altres avions, amb unes virtuts tals que li permet fer alguna cosa impossible per als caces precedents, o només possible sota circumstàncies molt avantatjoses. Però no hi ha consens sobre la característica o característiques que li dotarien de tals virtuts. Una que sol aparèixer en gairebé totes les classificacions és la tecnologia furtiva o  Very Low Obserbavility  (VLO), és a dir, que els detectors de calor, els radars en terra i d'alerta primerenca no poden detectar a l'aparell a llargues distàncies, permetent apropar-se més als objectius amb certes garanties.
Una altra peculiaritat, que també sol aparèixer en les diferents classificacions, és la integració de tota la informació en un sol cervell electrònic, cosa que permet facilitar al pilot i el personal de terra les dades necessàries, en el moment precís i pels perifèrics adequats. Gràcies a això es redueixen els esforços per localitzar la informació, el manteniment i l'entrenament. A més d'atendre i controlar diversos sistemes amb el mateix instrumental.
Una tercera seria la connexió en xarxa digital, és a dir, la capacitat del caça per comunicar-se amb tota mena de vaixells, centres de comandament i control, unitats en terra, satèl·lits o altres avions. Gràcies a aquesta capacitat les tripulacions podrien gaudir i subministrar la informació obtinguda pels seus sensors i pels d'altres unitats distants cent o milers de quilòmetres. Això ha creat l'anomenat camp de batalla virtual.